# Liste des syndicats ouvriers du Québec
La liste des syndicats ouvriers du Québec recense les syndicats québécois reconnus selon les critères de la Loi canadienne sur les syndicats ouvriers.

## Grandes centrales syndicales
| Nom                                                          | Domaines d'activité | Nombre de membres | % des syndiqués du Québec |
| ------------------------------------------------------------ | --- | ----------------- | ------------------------- |
| Fédération des travailleurs et travailleuses du Québec (FTQ) | Aérospatiale, Alimentation, Assurances, Automobile, Boulangerie, Commerce de détail, Communications, Construction, Énergie, Enseignement, Entretien ménager, Finance, Hôtellerie, Imprimerie, Métallurgie, Meuble, Pâtes et papiers, Produits chimiques et électriques, Restauration, Santé, Sécurité, Services publics, Textile et vêtement, Télécommunications, Transports | ~ 600 000         | 42,5 %                    |
| Confédération des syndicats nationaux (CSN)                  | Alimentation, Centre de la petite enfance, Commerce de détail, Communications, Construction, Finance, Hôtellerie, Métallurgie, Pâtes et papiers, Produits chimiques et électriques, Restauration, Enseignement, Santé et Services sociaux, services publics et parapublics, Transports.                                                                                      | 323 586           | 20,8 %                    |
| Centrale des syndicats du Québec (CSQ)                       | Communications, Éducation, Santé et services sociaux, Services publics | 126 486           | 9,2 %                     |
| Centrale des syndicats démocratiques (CSD)                   | Industrie manufacturière | 73 500            | 3,9 %                     |

## Fédérations affiliées à la FTQ
Cette section recense les principales fédérations de syndicats affiliés à la Fédération des travailleurs et travailleuses du Québec.
| Nom | Domaines d'activité | Unités de base         | Nombre de membres au Québec           |
| --- | --- | ---------------------- | ------------------------------------- |
| Syndicat canadien de la fonction publique (SCFP)                                                                    | Communications, Services sociaux, Éducation, Hydro-Québec, Municipalités, Transport aérien, Transport en commun | 500 syndicats affiliés | 111 000                               |
| Unifor Québec | Aérospatial, Aluminerie, Communication, Énergie, Papier, Télécommunications, Transformation du bois, Transport | 33 syndicats affiliés  | 55 000                                |
| FTQ-Construction | Construction | 17 sections locales    | 69 914                                |
| Syndicats des Métallos                                                                                              | Assurances, Énergie, Entretien ménager, Finance, Hôtellerie, Imprimerie, Métallurgie, Meuble, Pâtes et papiers, Produits chimiques et électriques, Recyclage, Restauration, Sécurité, Textile et vêtement, Télécommunications, Transports et manutention | 200 syndicats affiliés | 59 000                                |
| Travailleurs et travailleuses unis de l’alimentation et du commerce (TUAC)                                          | Alimentation, Assurances, Commerce de détail, Finance, Hôtellerie, Imprimerie, Restauration, Santé, Sécurité, Textile et vêtement, Télécommunications, Transports et manutention et Entreposage et distribution                                          | 5 syndicats affiliés   | 54 200 (2018)                         |
| Teamsters Québec | Alimentation, Buanderie, Cimenteries, Hôtellerie, Industrie pharmaceutique, Industrie manufacturière, Livraison, Restauration, Textile et vêtement, Transports                                                                                           | 6 syndicats affiliés   | 35 000                                |
| Alliance de la fonction publique du Canada (AFPC)                                                                   | Fonction publique, Sécurité | 23 syndicats affiliés  | 35 800                                |
| Syndicat québécois des employées et employés de service (SQEES-298)                                                 | Santé et des services sociaux, résidences privées pour personnes âgées, centres de la petite enfance, transport scolaire | ...                    | 25 000                                |
| Association internationale des machinistes et des travailleurs et travailleuses de l’aérospatiale (AIMTA)           | Aérospatial, transport aérien, industrie ferroviaire, produits électro-ménagers, métallurgie, industries diverses | ...                    | 15 000                                |
| Syndicat des employées et employés professionnels-les et de bureau (SEPB)                                           | Institutions financières, services publics, organismes gouvernementaux, municipalités, commissions scolaires et autres établissements d’enseignement, diverses compagnies et institutions                                                                | ...                    | 14 000                                |
| Syndicat des travailleurs et travailleuses des postes (STTP)                                                        | Postes Canada | 34 sections locales    | 10 500                                |
| Union des employés et employées de service (UES-800)                                                                | Services de soutien scolaire, l’entretien ménager, le secteur industriel (métallurgie et plastic), l’hôtellerie et la restauration. | ...                    | 20 000                                |
| Institut professionnel de la fonction publique du Canada                                                            | Fonction publique du Canada | ...                    | ~ ?                                   |
| Union des artistes (UDA)                                                                                            | annonces commerciales, cinéma, disque, doublage, scène et télévision | ...                    | 7 400 membres actifs 4 000 stagiaires |
| Syndicat international des travailleurs et travailleuses de la boulangerie, confiserie, tabac et meunerie (SITBCTM) | Boulangerie, sucre, biscuits, gâteaux, croustilles, craquelins, pâtes alimentaires, gomme, bonbons, produits dérivés du tabac, etc. | ...                    | 6 000                                 |
| Guilde des musiciens et musiciennes du Québec (GMMQ)                                                                | Musiciens et musiciennes professionnels | ...                    | 3 200                                 |
| Syndicat des pompiers et pompières du Québec (SPQ)                                                                  | Pompiers et pompières | ...                    | 3 800                                 |
| Alliance internationale des employés de scène, de théâtre et de cinéma (AIEST)                                      | Industrie du spectacle, Industrie du cinéma | ...                    | 1 800                                 |
| Union internationale des travailleurs du verre, mouleurs, poterie, plastique et autres (VMP)                        | ... | ...                    | 800                                   |
| Fraternité des travailleurs et travailleuses du préhospitalier du Québec (FTPQ- 592)                                | Ambulanciers | ...                    | 600                                   |
| Association internationale des débardeurs (AID)                                                                     | Débardeurs | ...                    | ~ ?                                   |
| Association unie des plombiers, tuyauteurs et soudeurs (AU)                                                         | Plombiers, tuyauteurs, soudeurs | 5 locaux au Québec     | ~ ?                                   |
| Institut professionnel de la fonction publique du Canada (IPFPC)                                                    | ... | ...                    | ~ ?                                   |
| Syndicat canadien des officiers de marine marchande (SCOMM)                                                         | ... | ...                    | ~ ?                                   |
| Fraternité unie des charpentiers et menuisiers d'Amérique                                                           | ... | ...                    | ~ ?                                   |
| Travailleurs unis des transports (TUT)                                                                              | ... | ...                    | ~ ?                                   |

## Fédérations affiliées à la CSN
Cette section recense les 8 fédérations de syndicats affiliés à la Confédération des syndicats nationaux.

### Fédérations du secteur public
| Nom                                                                    | Domaines d'activité | Unités de base         | Nombre de membres au Québec |
| ---------------------------------------------------------------------- | --- | ---------------------- | --------------------------- |
| Fédération nationale des enseignantes et enseignants du Québec (FNEEQ) | Éducation: Cégeps, Universités, Établissements privés                                                                                   | 101 syndicats affiliés | 35 000                      |
| Fédération des employées et employés de services publics (FEESP)       | Fonction publique | 425 syndicats affiliés | 65 000                      |
| Fédération de la santé et des services sociaux (FSSS)                  | Santé, Centres de la petite enfance, Centres jeunesse                                                                                   | 300 syndicats affiliés | 130 000                     |
| Fédération des professionnèles (FP)                                    | Aide juridique, Éducation, Santé et services sociaux, Communautaire et économie sociale, Organismes gouvernementaux, Sociétés publiques | 61 syndicats membres   | 8 000                       |

### Fédérations du secteur privé
| Nom                                                                 | Domaines d'activité                                                   | Unités de base         | Nombre de membres au Québec |
| ------------------------------------------------------------------- | --------------------------------------------------------------------- | ---------------------- | --------------------------- |
| Fédération du commerce (CSN)                                        | Alimentation, Finance, Tourisme                                       | 360 syndicats affiliés | 32 500                      |
| Fédération de l'industrie manufacturière (FIM-CSN)                  | Industrie manufacturière Syndicat national de la sylviculture SNS-CSN | 320 syndicats affiliés | 30 000                      |
| Fédération nationale des communications et de la culture (FNCC-CSN) | Médias, Communication, Culture                                        | 88 syndicats affiliés  | 6 000                       |
| CSN–Construction                                                    | Médias, Communication, Culture                                        | 71 syndicats affiliés  | 18 000                      |

## Fédérations affiliées à la CSQ
Cette section recense les 11 fédérations de syndicats affiliés à la Centrale des syndicats du Québec.
| Nom                                                                     | Domaines d'activité | Unités de base         | Nombre de membres au Québec |
| ----------------------------------------------------------------------- | ------------------- | ---------------------- | --------------------------- |
| Fédération des professionnelles et professionnels de l’éducation (FPPE) | ...                 | ... syndicats affiliés | 0                           |
| Fédération des syndicats de l’enseignement                              | ...                 | ... syndicats affiliés | 0                           |
| Fédération du Personnel de l'Enseignement Privé                         | ...                 | ... syndicats affiliés | 0                           |
| Fédération du personnel de soutien scolaire                             | ...                 | ... syndicats affiliés | 0                           |
| Fédération des enseignantes et enseignants de cégep                     | ...                 | ... syndicats affiliés | 0                           |
| Fédération du personnel professionnel des collèges                      | ...                 | ... syndicats affiliés | 0                           |
| Fédération du personnel de soutien de l’enseignement supérieur          | ...                 | ... syndicats affiliés | 0                           |
| Fédération du personnel de la santé et des services sociaux             | ...                 | ... syndicats affiliés | 0                           |
| Fédération de la santé du Québec                                        | ...                 | ... syndicats affiliés | 0                           |
| La Fédération des intervenantes en petite enfance du Québec             | ...                 | ... syndicats affiliés | 0                           |
| Fédération des syndicats de l’action collective                         | ...                 | ... syndicats affiliés | 0                           |

## Fédérations affiliées à la CSD
Cet section recense les x fédérations de syndicats affiliés à la Centrale des syndicats démocratiques.
| Nom                                                                                    | Domaines d'activité | Unités de base         | Nombre de membres au Québec |
| -------------------------------------------------------------------------------------- | ------------------- | ---------------------- | --------------------------- |
| Fédération démocratique de la métallurgie, des mines et des produits chimiques (FEDEM) | ...                 | ... syndicats affiliés | 0                           |
| CSD-Construction                                                                       | ...                 | ... syndicats affiliés | 0                           |

## Fédérations et syndicats indépendants
| Nom                                                                                              | Domaines d'activité                                | Unités de base                                            | Nombre de membres au Québec          |
| ------------------------------------------------------------------------------------------------ | -------------------------------------------------- | --------------------------------------------------------- | ------------------------------------ |
| Syndicat de la fonction publique du Québec (SFPQ)                                                | Fonction publique de l'État québécois              |                                                           | 43 000 (plus du 2/3 sont des femmes) |
| Fédération autonome de l'enseignement (FAE)                                                      | Éducation (Professeur)                             | 9 syndicats affiliés                                      | 32 000                               |
| Fédération interprofessionnelle de la santé du Québec (FIQ)                                      | Santé                                              | 60 syndicats affiliés                                     | 80 000                               |
| Alliance du personnel professionnel et technique de la santé et des services sociaux (APTS)      | Secteur public de la santé et des services sociaux |                                                           | 65 000                               |
| Syndicat de professionnelles et professionnels du gouvernement du Québec (SPGQ)                  | Services publics                                   |                                                           | 25 500                               |
| Union des producteurs agricoles du Québec (UPA)                                                  | Producteurs agricoles et forestiers                | 92 syndicats locaux et 12 fédérations régionales affiliés | 43 000                               |
| Association des juristes de l'État (AJE)                                                         | Juristes                                           | 6 unités                                                  | 1 157                                |
| Syndicat des employées et employés de syndicats et des organismes collectifs du Québec (SEESOCQ) | Employées et employés de syndicats                 | 102 unités                                                | 200                                  |